# Caloptilia kisoensis
Caloptilia kisoensis là một loài bướm đêm thuộc họ Gracillariidae. Nó được tìm thấy ở Nhật Bản (Honshū), Hàn Quốc và vùng Viễn Đông Nga.
Sải cánh dài 11-13.8 mm.
Ấu trùng ăn Acer ginnala và Acer mono. Chúng ăn lá nơi chúng làm tổ.